# Alojzy Kaluschke

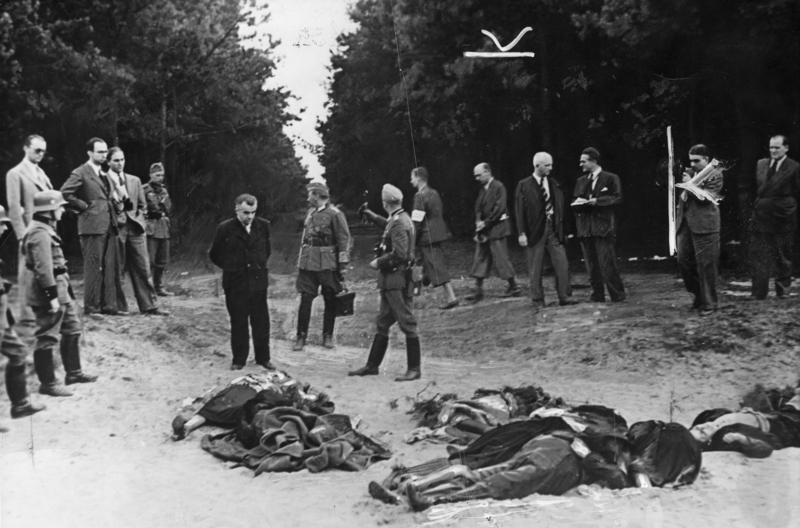
Ks. Alojzy Kaluschke (w czarnym ubraniu) na fotografii propagandowej przedstawiającej ciała volksdeutschów jako ofiar polskiego pogromu w Bydgoszczy

Faustyn Alojzy Kaluschke (ur. 15 lutego 1891 we Wschowie, zm. 6 stycznia 1953 w Zimmern) – niemiecki ksiądz rzymskokatolicki, proboszcz w parafii farnej w Bydgoszczy (1940-1945).

## Życiorys
Urodził się w niemieckiej rodzinie 15 lutego 1891 roku we Wschowie. Studia teologiczne odbył w Poznaniu. Po otrzymaniu 24 sierpnia 1915 roku święceń kapłańskich pełnił funkcję wikariusza w Wałczu, Bledzewie, Lesznie. Od 1924 był II prebendarzem, a potem prebendarzem w kościele sukursalnym pw. św. Ignacego Loyoli w Bydgoszczy. Nauczał również religii w Prywatnym Gimnazjum Niemieckim w Bydgoszczy.
W początkach okupacji hitlerowskiej, po aresztowaniu ks. Józefa Schulza pełnił obowiązki proboszcza parafii farnej oraz dziekana bydgoskiego. Na początku 1940 roku zgodził się pod presją władz okupacyjnych na rozbiórkę kościoła pojezuickiego, którego był prebendarzem, od 1834 użytkowanego przez niemieckich katolików.
W dniu 15 lipca 1941 wikariusz generalny ad interim archidiecezji gnieźnieńskiej ks. kanonik dr Edward van Blericq mianował go wikariuszem generalnym tej części archidiecezji gnieźnieńskiej, która należała do Okręgu Rzeszy Gdańsk-Prusy Zachodnie, m.in. miasto Bydgoszcz. Ks. Kaluschke używał odtąd tytułu „oficjał arcybiskupi”.
Zbigniew Raszewski w "Pamiętniku gapia" pisał:

"ks. Blericq uległ presji władz i odstąpił tę część archidiecezji, która weszła w skład Obwodu Gdańsk-Prusy Zachodnie, mianowanemu przez siebie wikariuszowi generalnemu rezydującemu u nas, w Bydgoszczy. Był to bydgoski Niemiec, ks. Alojzy Kaluschke. Przed wojną był on duszpasterzem mieszkających u nas Niemców-katolików, którzy nie tworzyli wprawdzie osobnej parafii, ale mieli swój kościół p.w. św. Ignacego na Starym Rynku i tworzyli coś w rodzaju nieformalnej gminy religijnej. Rządy tego księdza trwały do końca okupacji niemieckiej. Nie ulega wątpliwości, że były dla nas rozwiązaniem optymalnym. Gdybyśmy się dostali pod władzę Spletta, wątpię, czy choć jeden ksiądz polski by u nas ocalał, a wypieranie języka polskiego z kościoła zaczęłoby się o wiele wcześniej. Ks. Blericq chronił nas, póki mógł i jak mógł, a ks. Kaluscbke, mimo że hitlerowcom uległy, sam hitlerowcem nie był, miał matkę Polkę, mówił po polsku i utrzymywał przed wojną poprawne stosunki z polską hierarchią. Polecenia władz wykonywał, ale bez zapału. Kiedy kościół św. Ignacego zburzono, Niemcy-katolicy otrzymali Farę do swego wyłącznego użytku (żeby nie musieli się ocierać o nas, podludzi). Ks. Kaluschke wprowadził się tam. Wkrótce zażądano, żeby usunąć z kościołów wszelkie polskie napisy, a nawet emblematy przywodzące na pamięć polską przeszłość. Gdyby ks. Kaluschke w pełni się zastosował do tych żądań, kazałby wykuć ze ściany duże, żeliwne epitafium polskiego generała Mikołaja Czapskiego, z jego portretem malowanym na blasze, z 1833 roku. Ale księdzu najwyraźniej żal było pięknego pomnika, więc kazał go po prostu zalepić papierem do zaciemniania okien (Verdunklungspapier). Sam oglądałem tak zasłonięte epitafium, z rozbawieniem, gdyż tymczasowość tego rozwiązania biła w oczy. Nikt z nas nie chodził wtedy do Fary na mszę, ale w ciągu dnia się tam wpadało i nikt nam tego nie bronił."

W styczniu 1945 opuścił Bydgoszcz udając się do Niemiec, gdzie zmarł 6 stycznia 1953 roku w miejscowości Zimmern.